# ニコライ・コンドラチエフ
ニコライ・ドミートリエヴィチ・コンドラチエフ（ロシア語: Никола́й Дми́триевич Кондра́тьев, ラテン文字転写: Nikolai Dmitrievich Kondrat'ev, 1892年2月21日（ユリウス暦）/3月4日（グレゴリウス暦） - 1938年9月17日）は、ロシアおよびソビエト連邦の経済学者。「西側陣営の資本主義経済は40～60年規模の好不況からなる景気循環を持つ」という理論を提唱した。この景気循環はヨーゼフ・シュンペーターによってコンドラチエフ循環と名づけられ、コンドラチエフサイクル、コンドラチェフの波、K-サイクルとも呼ばれている。

## 経歴
モスクワ近郊のコストロマ県ガルエフスカヤ（Galuevskaya）に生まれる。ペテルブルク大学で学び、社会革命党のメンバーとして農業経済の研究を行った。ロシア革命が発生した1917年、彼はケレンスキー政権下で食糧副大臣を務めたが、ほどなく十月革命が起こって政府が消滅した。
ソビエト政権成立後は、コンドラチエフはモスクワの景気研究所の創立者・所長として、また1921年に始まったネップの理論家として、ソ連経済の復興と発展に貢献した。しかし、農業生産力の向上や生活消費財生産の拡大を重工業建設より重視すべきとする彼の意見は、次第に政治的影響力を失った。資本主義社会が近々没落すると運命付けられているというようなことは無く、むしろ景気の波を経て絶えず再生する、という彼の見解と並んで、ソヴィエト農場の集団経営への彼の批判は決定的なものとなった。1928年に発表された第一次五ヶ年計画はコンドラチエフの方針とは全く逆であった。
コンドラチエフはソビエト政権の経済政策における好ましからざる人物となり、1930年に逮捕された。ヨシフ・スターリンは彼の裁判に強い関心を持った。国際的評価を持った著名な経済学者であることで、コンドラチエフは政権に対する脅威と見做されたのである。コンドラチエフは架空の罪を自白することを強いられた。階級敵を意味する「クラーク教授」の名で有罪を宣告されることにより、彼は1932年にスズダリへ流刑となった。1938年、最高潮となった大粛清により10年間外部との文通の権利が無い、という新たな刑の宣告を受けたが、この常套句は死刑宣告のための暗号であり、コンドラチエフは刑が宣告された同日にモスクワ州のコムナルカ射撃場で銃殺された。
1987年になってソ連当局によりようやく名誉回復された。ソ連崩壊後の1992年には、彼の名を冠した国際N・D・コンドラチエフ財団が設立されている。同財団では1993年から3年に一度、3人の経済学者に金・銀・銅のメダルを授与する「コンドラチエフメダル」を設立している。

## 理論
経済的指標の時系列からの観察として、コンドラチエフは1926年に、産業国家の経済的発展はその度毎におよそ50年持続する波（コンドラチエフ循環）の中に生ずるという結論を導出した。
個々の波の重要な特性は、好況期には好景気の年が優位を占め、「景気後退の年の抜きん出た突出」と名付けられた下り坂の局面には、基礎的発明と呼ばれる重要な発見や発明の大多数がなされることである。
もし仮に欠乏、あるいは継続的な生産性向上によってもはや需要を満足できないことが生じたならば、これらの基礎的発明は引き続き更に生み出され続ける。
例えば、欧州の鉄道建設は、今まであった輸送便（街道の馬車、等々）がもはや工業的に製造された商品を用意するだけの立場ではなくなったために、決定的に取り組まれた。
この理論の後、今日では5つの主だった循環が導出されている。
初期産業革命
運河、水車、蒸気機関、紡績（1793-1847年頃まで）
蒸気機関の時代
鉄道、蒸気船、電信、製鉄（1893年頃まで）
電気と内燃機関の時代
電気工学、化学、フォーディズム、内燃機関（1939年頃まで）
世界大戦と戦後成長の時代
石油化学、モータリゼーション、緑の革命、電子工学（1982年頃まで）
ポスト工業化時代
情報技術、高齢者介護、生物工学、シェールガス（2039年頃まで？）
新たな経済発展となる6番目のコンドラチエフ循環がこれまでの様に定義できるか、そしていかなる形で定義できるか、現在熱く議論されている。